# Jean-Paul Huchon
Jean-Paul Huchon (ur. 29 lipca 1946 w Paryżu) – polityk francuski, przedstawiciel Partii Socjalistycznej, w latach 1998–2015 prezydent regionu Île-de-France. Oficer Legii Honorowej.